# Айдос
Айдос — река в России, протекает по Башкортостану. Устье реки находится в 239 км по правому берегу Уфы (Айдоский залив Павловского водохранилища). Длина реки составляет 17 км.

## Данные водного реестра
По данным государственного водного реестра России относится к Камскому бассейновому округу, водохозяйственный участок реки — Уфа от Нязепетровского гидроузла до Павловского гидроузла, без реки Ай, речной подбассейн реки — Белая. Речной бассейн реки — Кама.
Код объекта в государственном водном реестре — 10010201112111100023637.